# Aston Martin F1 Team
Ne pas confondre avec Racing Point F1 Team, présente en Formule 1 de la mi-saison 2018 à 2020, sur les bases de laquelle est créée la présente écurie.
Aston Martin F1 Team (engagée en compétition en 2025 sous la dénomination commerciale Aston Martin Aramco Formula One Team) est une écurie de course automobile qui participe à la Formule 1. 
Engagée en 1959 et 1960 sous la dénomination David Brown Corporation, l'équipe fait son retour dans le championnat en 2021, après les rachats de l'entreprise Aston Martin et de l'écurie Racing Point F1 Team par Lawrence Stroll, qui renomme cette structure de course. Le premier podium dans l'histoire de cette écurie est obtenu par Sebastian Vettel, deuxième du Grand Prix d'Azerbaïdjan le 6 juin 2021. Elle connaît un début de saison 2023 faste, en multipliant les podiums avec Fernando Alonso et en devenant temporairement la deuxième force du plateau, mais rentre ensuite dans le rang et reporte ses espoirs sur l'engagement d'Adrian Newey effectif en 2025. 

## Historique en sport automobile

### 1959-1960: David Brown Corporation

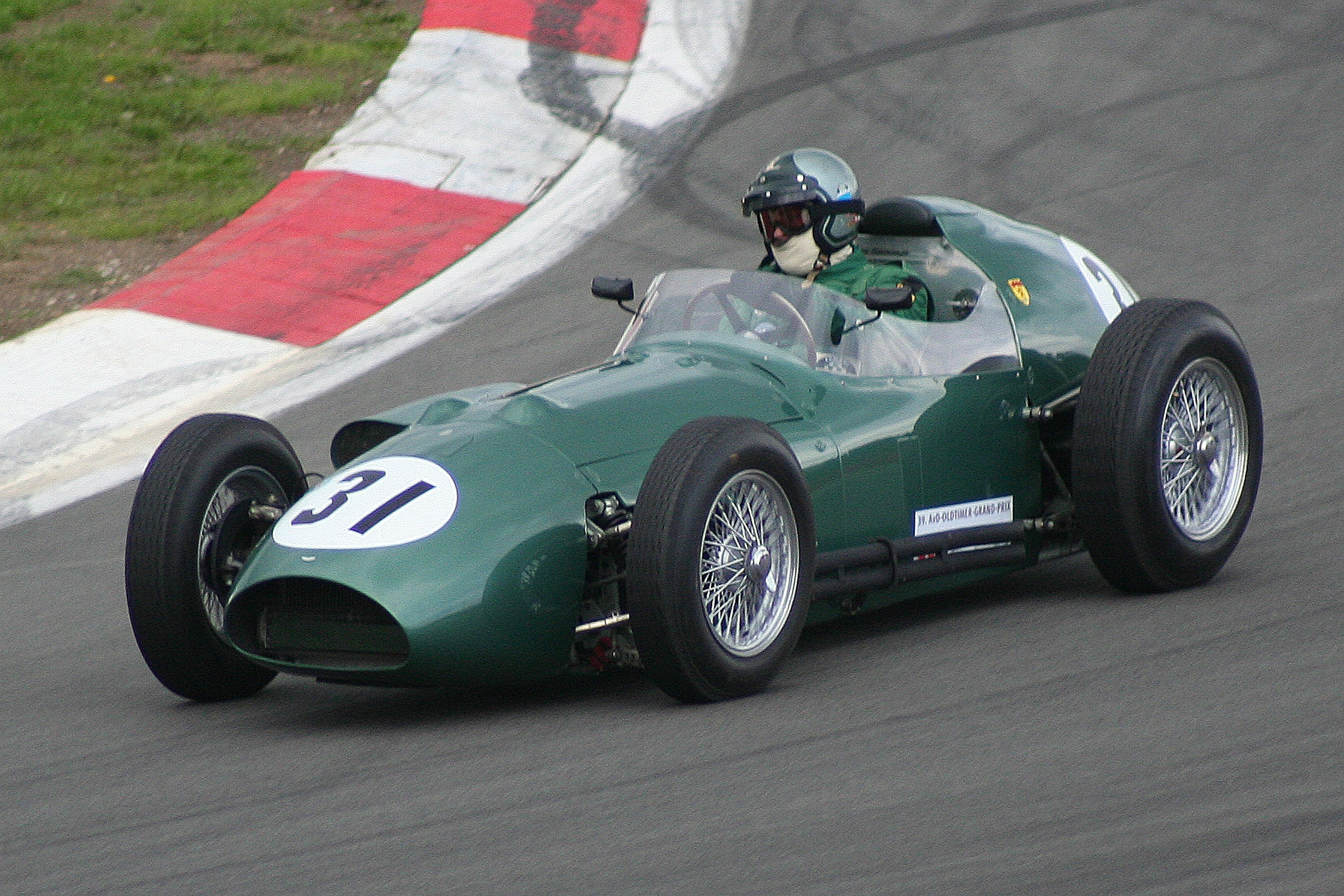
Aston Martin DBR4 en démonstration au Nürburgring en 2011.

Aston Martin entre en Formule 1 avec la DBR4, sa première voiture de course à roues ouvertes. Conçue par Ted Cutting, la DBR4 est construite et testée en 1957 mais ne fait ses débuts en Formule 1 qu'en 1959 car Aston Martin donne la priorité au développement de l'Aston Martin DBR1, une voiture de sport DBR1 qui remporte les 24 Heures du Mans en 1959 avec Carroll Shelby et Roy Salvadori. Ce retard rend la monoplace obsolète dès ses débuts, au Grand Prix automobile des Pays-Bas 1959 où Shelby et Salvadori se qualifient dixième et treizième. Salvadori abandonne dès les premiers tours en raison d'une surchauffe puis Shelby subit le même sort plus tard en course avec une casse moteur. 
Au Grand Prix de Grande-Bretagne, Salvadori et Shelby surprennent en se qualifiant en deuxième et sixième position ; le lendemain, en début de course, l'une des magnétos d'allumage de Shelby tombe en panne et nuit au rythme de sa voiture ; la seconde magnéto tombe en panne à quinze tours du but, provoquant son abandon. Salvadori termine sixième, manquant de peu une arrivée dans les points. Au Portugal, les deux voitures terminent sixième et huitième, hors des points. Au Grand Prix d'Italie, les Aston Martin se qualifient dix-septième et dix-neuvième. Salvadori remonte jusqu'à la septième place en course avant de casser son moteur peu après la mi-course tandis que Shelby finit dixième, à deux tours du vainqueur Stirling Moss.
Pour participer à la saison 1960, Ted Cutting conçoit la DBR5, basée sur sa devancière mais était plus légère et disposant d'une suspension indépendante. La voiture conserve un moteur, lourd, à l'avant et est surclassée par les voitures à moteur arrière. Lors de la première course de la saison, en Argentine, les DBR5 ne pas encore prêtes. Lors du Grand Prix des Pays-Bas, seul Salvadori est engagé, au volant d'une ancienne DBR4, et se qualifie dix-huitième. Comme les autres écuries de fond de grille, Aston Martin renonce à prendre le départ, l'organisateur refusant de leur payer la prime de course. Au Grand Prix suivant, en Grande-Bretagne, Salvadori, qualifié en treizième position abandonne à cause d'un problème de direction, tandis que Maurice Trintignant, qualifié en fond de grille, termine onzième à cinq tours du vainqueur,.
N'ayant toujours pas inscrit de point en championnat, Aston Martin abandonne la Formule 1 après le Grand Prix de Grande-Bretagne pour se concentrer sur les courses de voitures de sport.

### 2018-2020: prise de contrôle par Lawrence Stroll sous le nom de Racing Point

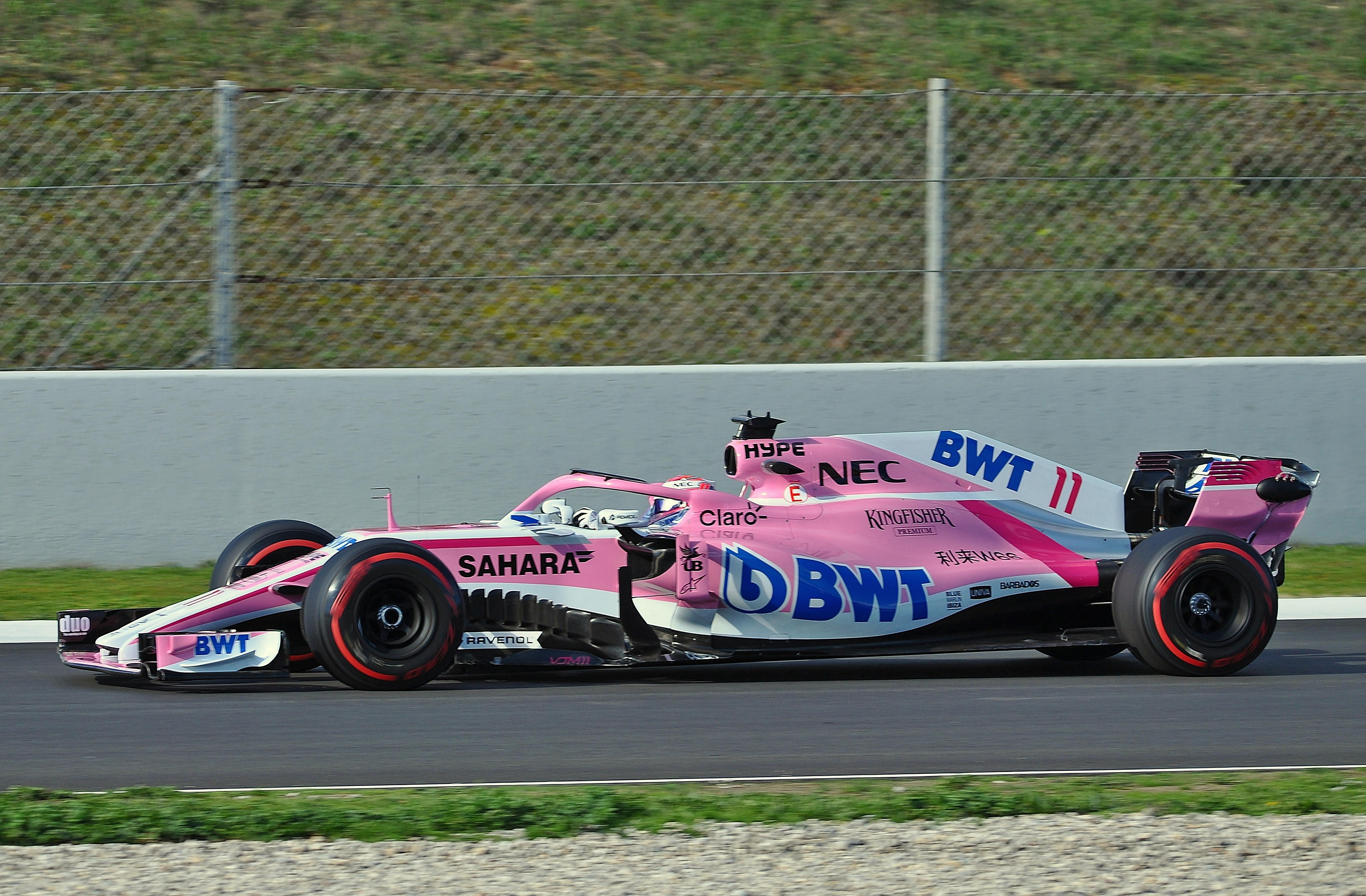
Sergio Pérez, avec la Force India VJM11, lors des essais hivernaux a Barcelone en 2018.

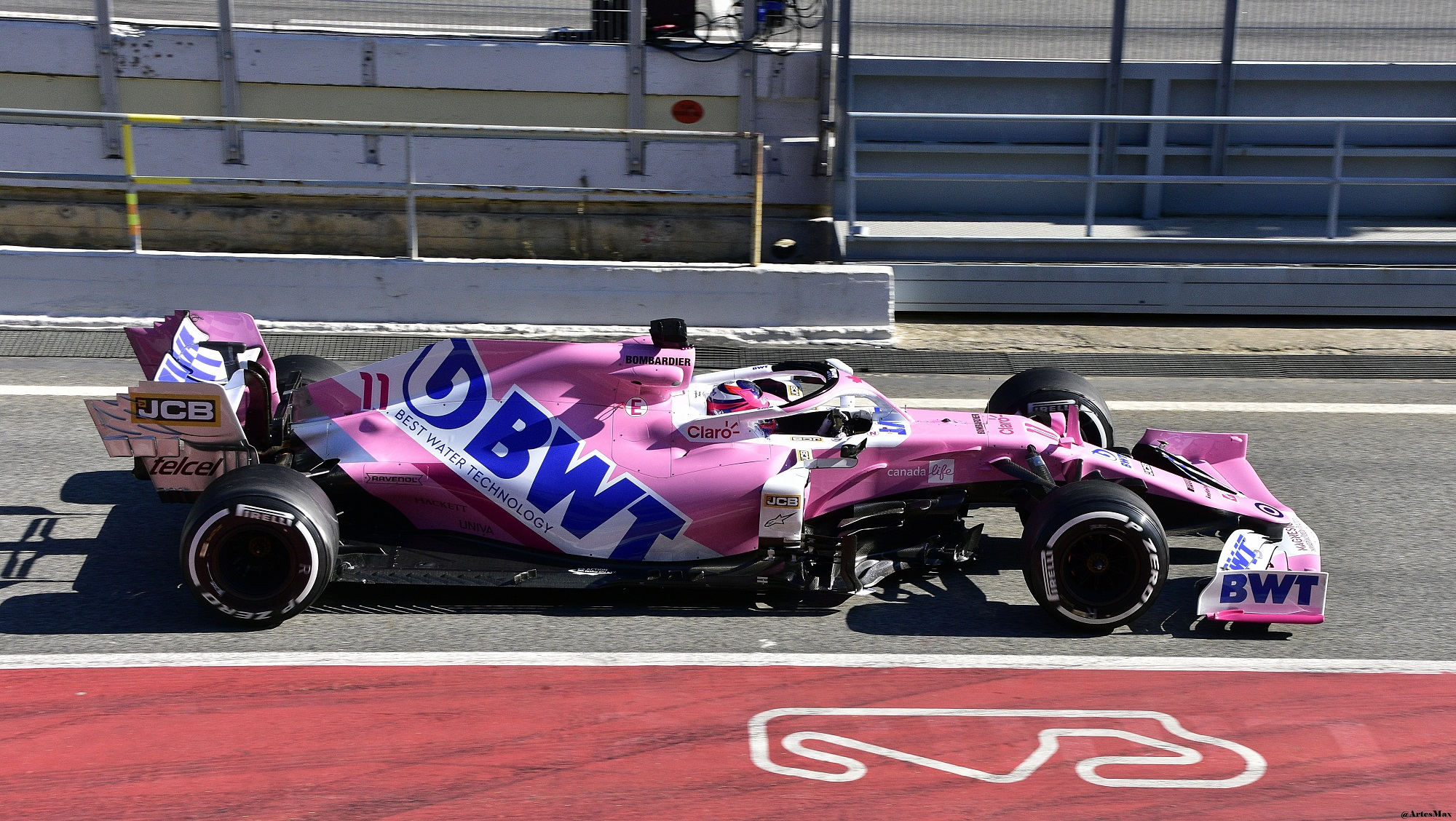
Sergio Pérez au volant de la Racing Point RP20 lors des tests de pré-saison à Barcelone.

Fondée et codétenue par l'homme d'affaires indien Vijay Mallya, l'écurie Force India, est placée en redressement judiciaire le 27 juillet 2018 alors que, parallèlement, Mallya doit s'opposer à une extradition vers l'Inde où il serait inculpé pour blanchiment d'argent et fraude. Le 7 août 2018, les administrateurs judiciaires chargés de la liquidation de Force India acceptent l'offre de rachat émanant du consortium emmené par le multimilliardaire canadien Lawrence Stroll, l'entrepreneur canadien André Desmarais, l'homme d'affaires monégasque Jonathan Dudman, John Idol, l'homme d'affaires américain John McCaw Jr, Michael de Picciotto et Silas Chou. Les créanciers de Force India, dont le pilote Sergio Pérez et le motoriste Mercedes, sont assurés de recevoir la totalité de leur argent tandis que les 405 emplois de l'usine de Silverstone sont sauvés,,.
La veille du Grand Prix de Belgique 2018, l'écurie est plongée dans un imbriglio juridico-sportif, la vente n'étant pas juridiquement bouclée. Si le consortium mené par Lawrence Stroll est propriétaire du matériel et des voitures, la cession de la structure juridique, nécessaire pour s'aligner en course, n'est pas encore effective. Le soir même, la FIA donne son accord pour l'engagement, par Lawrence Stroll, d'une nouvelle équipe dénommée Racing Point Force India Formula One Team,.
En 2019, l'écurie est rebaptisée Racing Point F1 Team. En 2020, Lawrence Stroll devient propriétaire d'Aston Martin et décide de renommer son écurie Aston Martin F1 Team en 2021.

### 2021: retour en Formule 1 sous le nom Aston Martin F1 Team

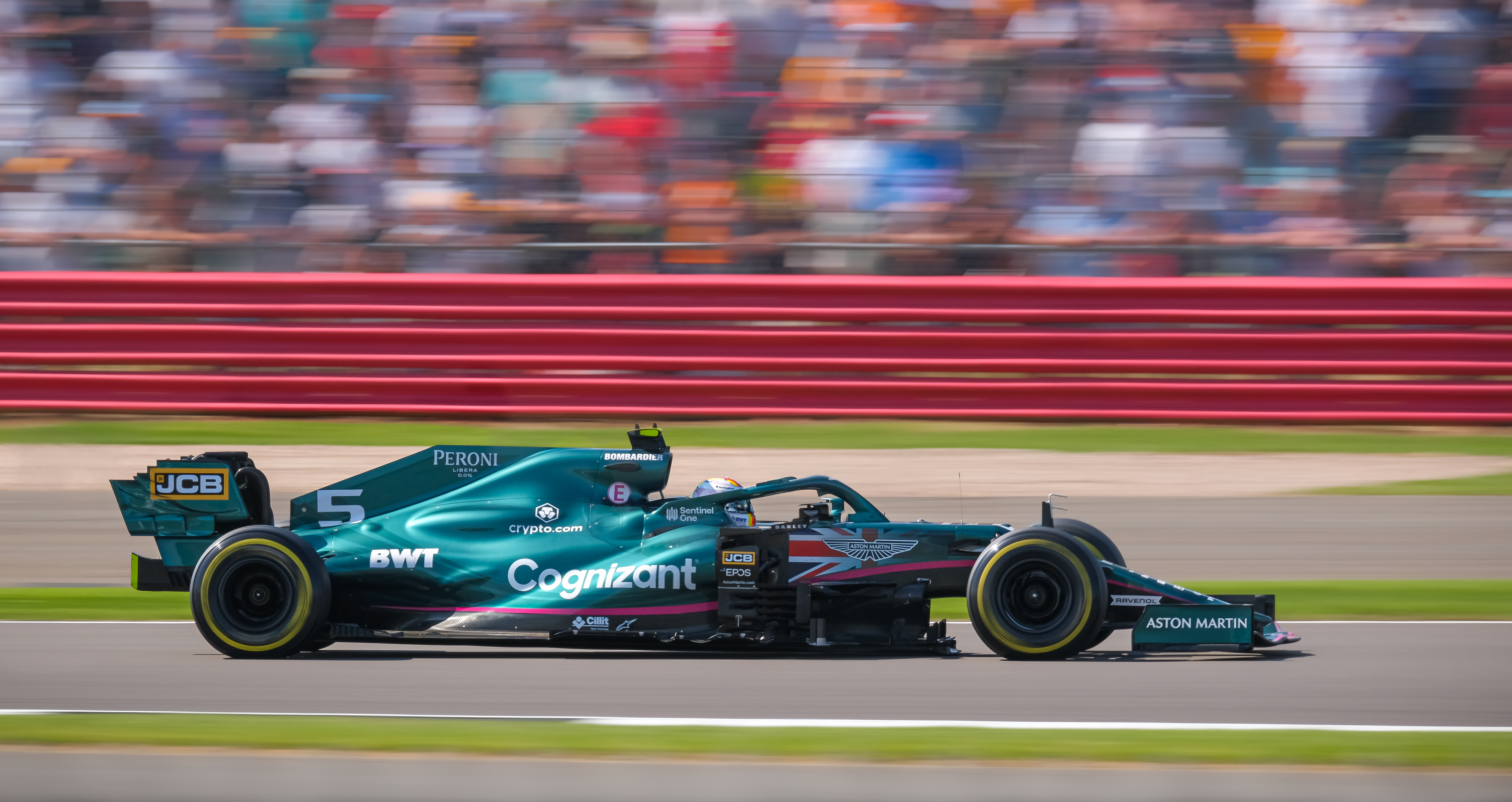
Sebastian Vettel, lors du Grand Prix de Grande-Bretagne 2021, à bord de l'Aston Martin AMR21.

Lawrence Stroll renomme l'écurie Aston Martin F1 Team en 2021 et engage Sebastian Vettel (dont le contrat avec la Scuderia Ferrari n'a pas été renouvelé) pour faire équipe avec Lance Stroll.
Lawrence Stroll, convaincu que l'implication de la marque en Formule 1 contribuera à relancer Aston Martin, déclare : « La Formule 1 est une plateforme extrêmement puissante qui jouera un rôle clé dans la stratégie globale d'Aston Martin alors que nous cherchons à faire avancer l'entreprise. C'est un sport véritablement global avec un public énorme qui peut aider à relancer la marque et à accroître sa désirabilité partout dans le monde. C'est une marque qui a déjà eu un énorme succès dans le sport automobile international de haut niveau comme les 24 Heures du Mans et maintenant nous avons l'occasion d’écrire une nouvelle page dans les livres d'histoire. » Otmar Szafnauer, le directeur de l'équipe déclare : « Nous avons eu presque un an de préparation pour en arriver à ce stade et nous avons vraiment hâte de voir la réaction des gens lorsque nous dévoilerons enfin notre nouvelle identité en tant que Aston Martin F1 Team. Représenter une marque aussi emblématique est un immense privilège pour chaque membre de l'équipe. Nous avons acquis une réputation bien méritée pour réussir à boxer dans la catégorie supérieure à celle à laquelle nous appartenons, nous sommes donc convaincus que nous pourrons représenter avec fierté le nom Aston Martin dès le début de notre aventure ».
Le sponsor-titre de l'équipe est Cognizant, spécialiste des services informatiques pour les entreprises. En juillet 2021, l'écurie annonce un rapprochement avec la plateforme de médias sociaux TikTok.

### 2022

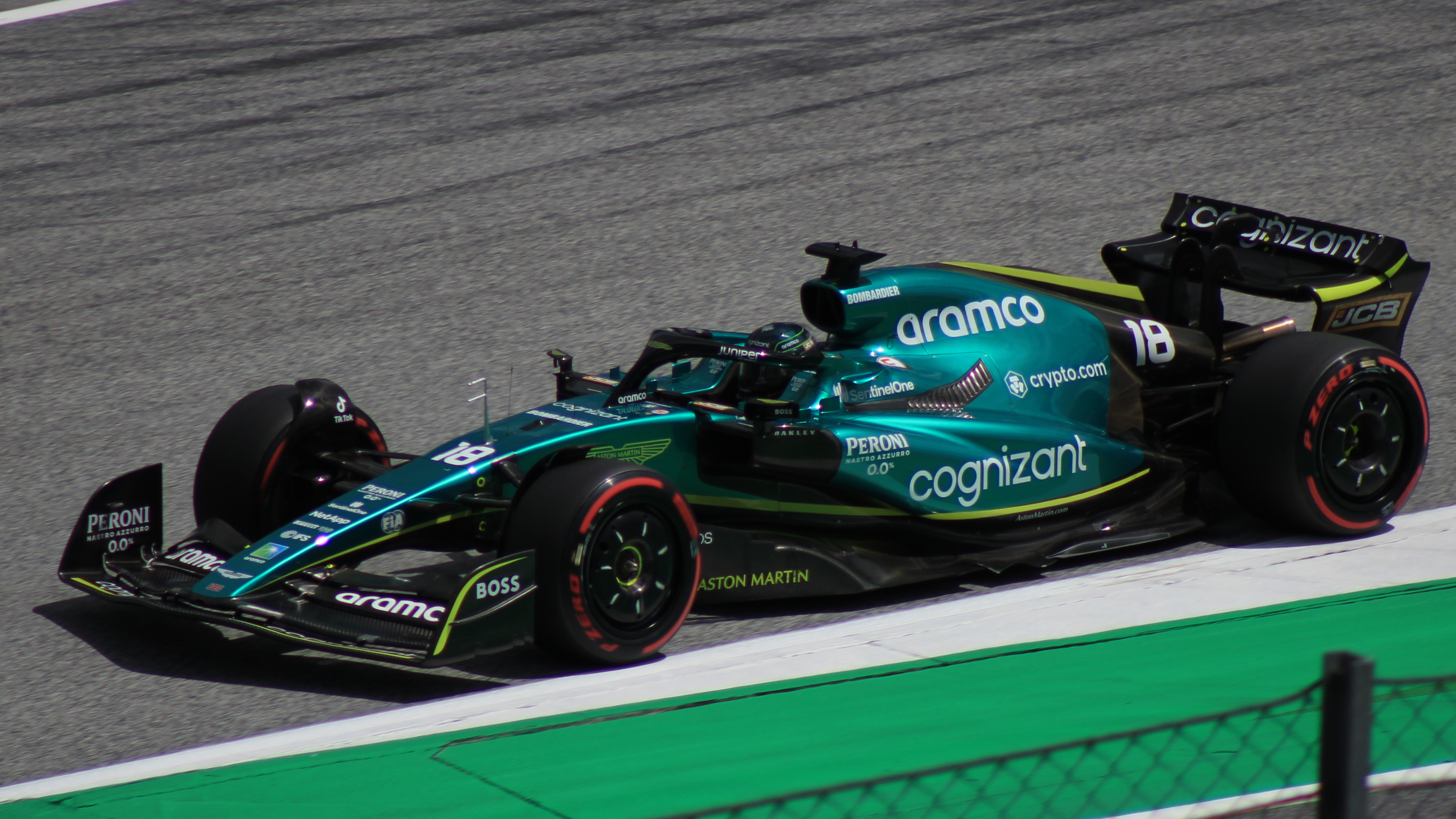
Lance Stroll, lors du Grand Prix d'Autriche 2022, à bord de l'Aston Martin AMR22.

À l'intersaison, Otmar Szafnauer quitte le poste de Team Principal qu'il occupait depuis 2009, soit sous trois dénominations de l'écurie : Force India, Racing Point puis Aston Martin. Son remplaçant est annoncé en janvier 2022. il s'agit du Luxembourgeois Mike Krack qui était auparavant chargé des activités sportives de BMW et avait à ce titre, déjà connu la Formule 1 à l'époque de l'écurie BMW Sauber F1 Team (2006-2009). L'écurie signe un nouveau sponsor-titre avec Aramco et s'engage sous la dénomination Aston Martin Aramco Cognizant Formula 1 Team.

### 2023

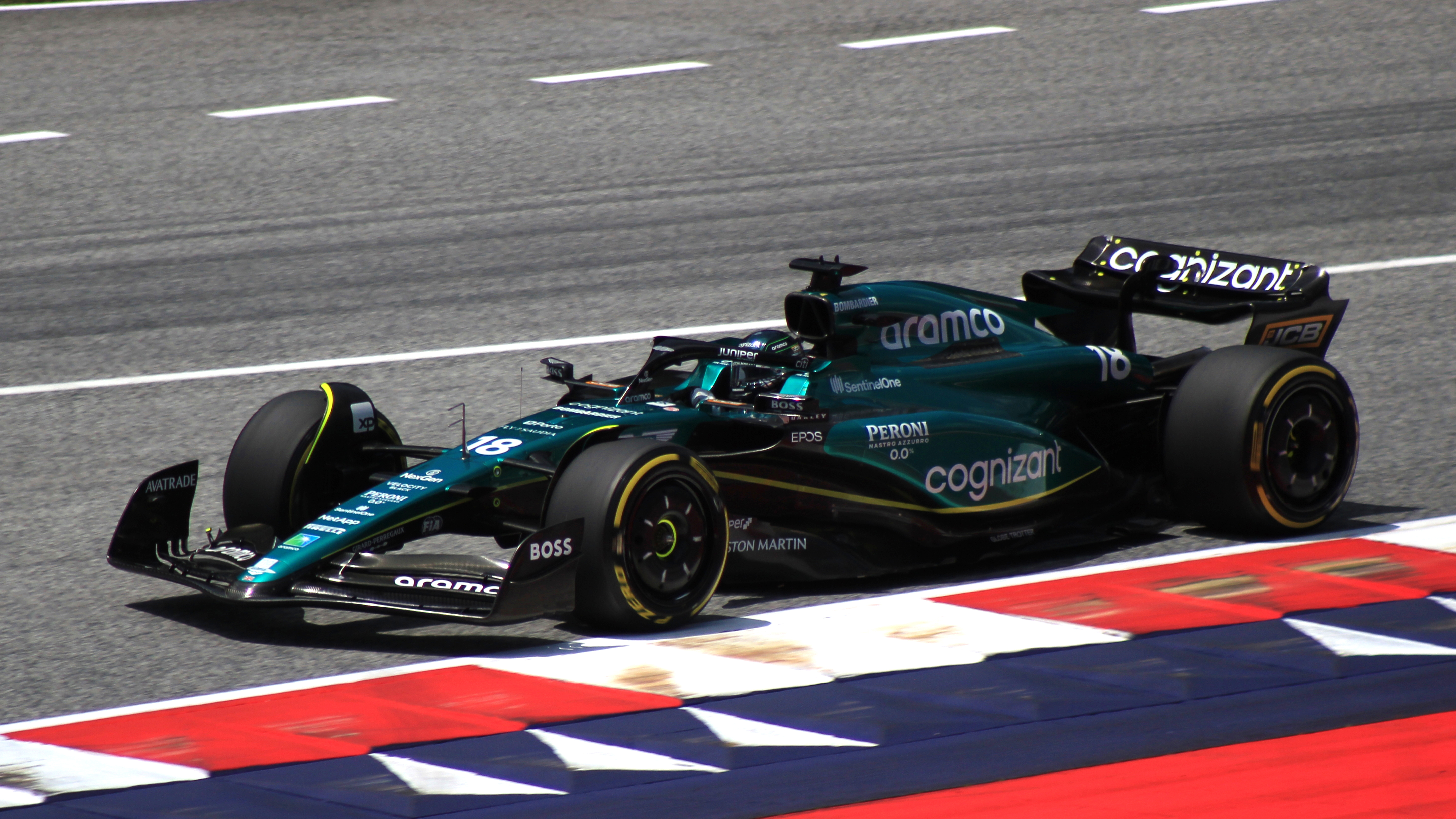
Lance Stroll, lors du Grand Prix d'Autriche 2023, à bord de la Aston Martin AMR23.

Lors de l'été 2022, Fernando Alonso annonce sa venue dans l'écurie  pour remplacer Sebastian Vettel qui prend sa retraite. Lors du premier Grand Prix à Bahreïn, il se classe troisième derrière Sergio Pérez et Max Verstappen. Le double champion du monde espagnol se retrouve d'emblée troisième force du championnat au classement des  pilotes comme sur la piste, avec trois podiums, derrière les deux pilotes Red Bull, lors des cinq premières manches de la saison 2023. Par ailleurs, le 24 mai 2023, l'écurie et Honda annoncent leur partenariat à partir de la saison 2026 pour la fourniture de moteurs dans le cadre de la nouvelle règlementation prévue à cette date (« neutralité carbone » des carburants, plus grande part de l'énergie électrique dans les blocs propulseurs).   

## 2025

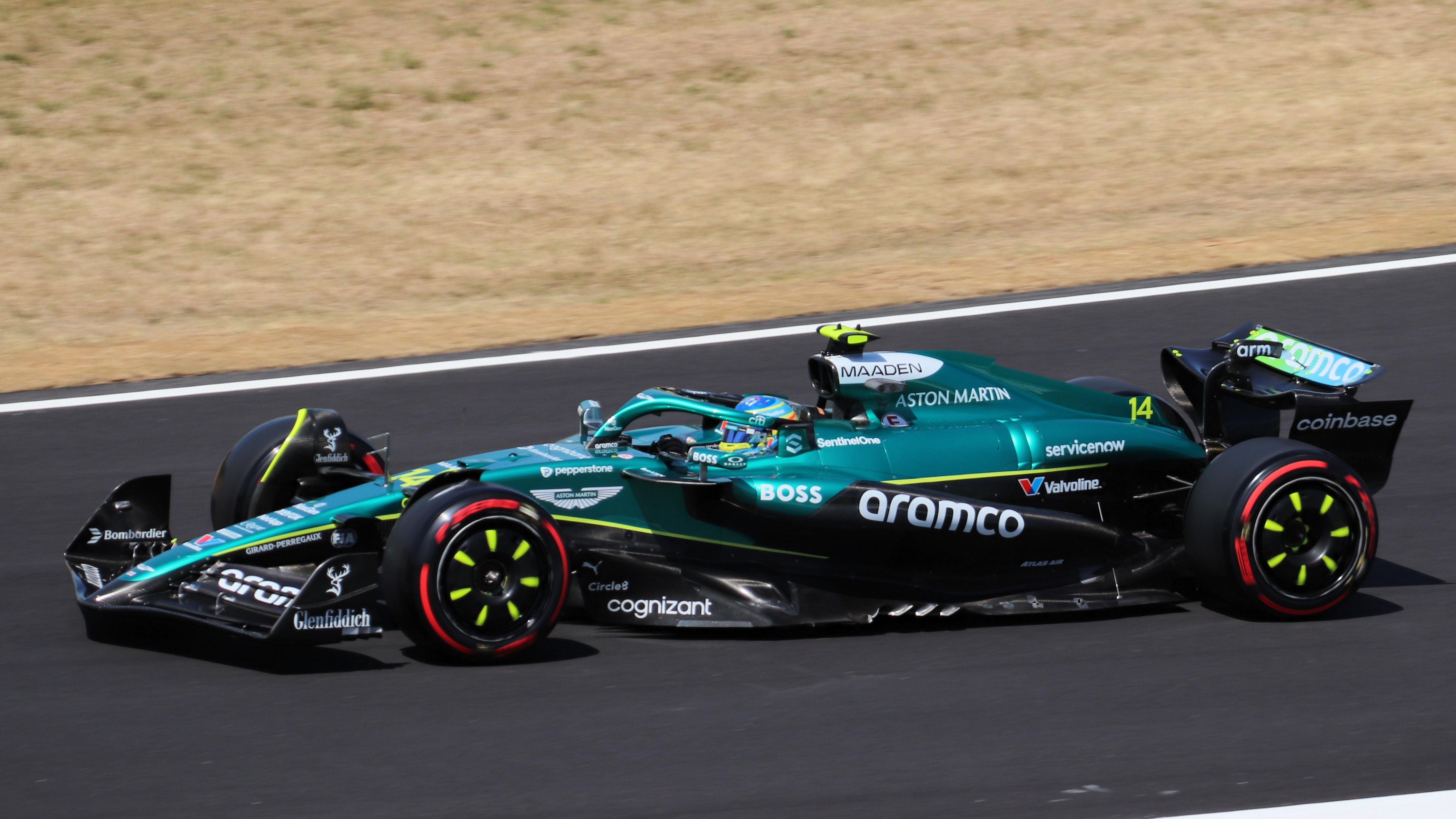
Fernando Alonso lors du Grand Prix du Japon 2025, à bord de l'Aston Martin AMR25.

Le 1er mars 2025, Adrian Newey rejoint Aston Martin. En mars, juste avant le Grand Prix du Japon, Aston Martin confirme vouloir céder sa participation minoritaire, de 89 millions d'euros dans l'écurie de Formule 1. Selon le constructeur britannique, cette opération n'aurait aucun impact sur l'accord de sponsoring à long terme de l'équipe, qui poursuivra sous le même nom. Cette annonce fait suite à celle de Lawrence Stroll d'un nouvel investissement de 63 millions d'euros dans l'entreprise pour accroître les liquidités du constructeur automobile, en difficulté.

## Résultats en championnat du monde de Formule 1
| Saison | Écurie                                       | Châssis            | Moteur                            | Pneus   | Pilotes                                       | Grands Prix disputés | Points inscrits | Classement |
| ------ | -------------------------------------------- | ------------------ | --------------------------------- | ------- | --------------------------------------------- | -------------------- | --------------- | ---------- |
| 1959   | David Brown Corporation                      | Aston Martin DBR4  | Aston Martin 6 cylindres en ligne | Avon    | Roy Salvadori Carroll Shelby                  | 4                    | 0               | N.C        |
| 1960   | David Brown Corporation                      | Aston Martin DBR5  | Aston Martin 6 cylindres en ligne | Dunlop  | Roy Salvadori Maurice Trintignant             | 1                    | 0               | N.C        |
| 2021   | Aston Martin Cognizant F1 Team               | Aston Martin AMR21 | Mercedes V6 turbo hybride         | Pirelli | Sebastian Vettel Lance Stroll                 | 22                   | 77              | 7e         |
| 2022   | Aston Martin Aramco Cognizant Formula 1 Team | Aston Martin AMR22 | Mercedes V6 turbo hybride         | Pirelli | Sebastian Vettel Lance Stroll Nico Hülkenberg | 22                   | 55              | 7e         |
| 2023   | Aston Martin Aramco Cognizant Formula 1 Team | Aston Martin AMR23 | Mercedes V6 turbo hybride         | Pirelli | Fernando Alonso Lance Stroll                  | 22                   | 280             | 5e         |
| 2024   | Aston Martin Aramco Formula 1 Team           | Aston Martin AMR24 | Mercedes V6 turbo hybride         | Pirelli | Fernando Alonso Lance Stroll                  | 24                   | 94              | 5e         |
| 2025   | Aston Martin Aramco Formula 1 Team           | Aston Martin AMR25 | Mercedes V6 turbo hybride         | Pirelli | Fernando Alonso Lance Stroll                  | 14                   | 52              | 6e         |

| Saison | Écurie                                | Châssis            | Moteur                                      | Pneus | Pilotes             | Courses | Courses | Courses | Courses | Courses | Courses | Courses | Courses | Courses | Courses | Courses | Courses | Courses | Courses | Courses | Courses | Courses | Courses | Courses | Courses | Courses | Courses | Courses | Courses | Points inscrits | Classement |  |  |  |  |  |
| Saison | Écurie                                | Châssis            | Moteur                                      | Pneus | Pilotes             | 1       | 2       | 3       | 4       | 5       | 6       | 7       | 8       | 9       | 10      | 11      | 12      | 13      | 14      | 15      | 16      | 17      | 18      | 19      | 20      | 21      | 22      | 23      | 24      | Points inscrits | Classement |  |  |  |  |  |
| ------ | ------------------------------------- | ------------------ | ------------------------------------------- | ----- | ------------------- | ------- | ------- | ------- | ------- | ------- | ------- | ------- | ------- | ------- | ------- | ------- | ------- | ------- | ------- | ------- | ------- | ------- | ------- | ------- | ------- | ------- | ------- | ------- | ------- | --------------- | ---------- |  |  |  |  |  |
| 1959   | David Brown Corporation               | Aston Martin DBR4  | Aston Martin RB6 L6                         | Avon  |                     | MON     | 500     | P-B     | FRA     | GBR     | ALL     | POR     | ITA     | USA     |         |         |         |         |         |         |         |         |         |         |         |         |         |         |         | 0               | 5e         |  |  |  |  |  |
| 1959   | David Brown Corporation               | Aston Martin DBR4  | Aston Martin RB6 L6                         | Avon  | Roy Salvadori       |         |         | Abd     |         | 6e      |         | 6e      | Abd     |         |         |         |         |         |         |         |         |         |         |         |         |         |         |         |         | 0               | 5e         |  |  |  |  |  |
| 1959   | David Brown Corporation               | Aston Martin DBR4  | Aston Martin RB6 L6                         | Avon  | Carroll Shelby      |         |         | Abd     |         | Abd     |         | 8e      | 10e     |         |         |         |         |         |         |         |         |         |         |         |         |         |         |         |         | 0               | 5e         |  |  |  |  |  |
| 1960   | David Brown Corporation               | Aston Martin DBR5  | Aston Martin RB6 L6                         | D     |                     | ARG     | MON     | 500     | P-B     | BEL     | FRA     | GBR     | POR     | ITA     | USA     |         |         |         |         |         |         |         |         |         |         |         |         |         |         | 0               | 3e         |  |  |  |  |  |
| 1960   | David Brown Corporation               | Aston Martin DBR5  | Aston Martin RB6 L6                         | D     | Roy Salvadori       |         |         |         |         |         |         | Abd     |         |         |         |         |         |         |         |         |         |         |         |         |         |         |         |         |         | 0               | 3e         |  |  |  |  |  |
| 1960   | David Brown Corporation               | Aston Martin DBR5  | Aston Martin RB6 L6                         | D     | Maurice Trintignant |         |         |         |         |         |         | 11e     |         |         |         |         |         |         |         |         |         |         |         |         |         |         |         |         |         | 0               | 3e         |  |  |  |  |  |
| 2021   | Aston Martin Cognizant F1 Team        | Aston Martin AMR21 | Mercedes V6 turbo hybride M12 E Performance | P     |                     | BAH     | EMI     | POR     | ESP     | MON     | AZE     | FRA     | STY     | AUT     | GBR     | HON     | BEL     | P-B     | ITA     | RUS     | TUR     | USA     | MEX     | BRA     | QAT     | SAU     | ABU     |         |         | 77              | 7e         |  |  |  |  |  |
| 2021   | Aston Martin Cognizant F1 Team        | Aston Martin AMR21 | Mercedes V6 turbo hybride M12 E Performance | P     | Sebastian Vettel    | 15e     | 15e*    | 13e     | 13e     | 5e      | 2e      | 9e      | 12e     | 17e*    | Abd     | Dsq     | 5e      | 13e     | 12e     | 12e     | 18e     | 10e     | 7e      | 11e     | 10e     | Abd     | 11e     |         |         | 77              | 7e         |  |  |  |  |  |
| 2021   | Aston Martin Cognizant F1 Team        | Aston Martin AMR21 | Mercedes V6 turbo hybride M12 E Performance | P     | Lance Stroll        | 10e     | 8e      | 14e     | 11e     | 8e      | Abd     | 10e     | 8e      | 13e     | 8e      | Abd     | 20e     | 12e     | 7e      | 11e     | 9e      | 12e     | 14e     | Abd     | 6e      | 11e     | 13e     |         |         | 77              | 7e         |  |  |  |  |  |
| 2022   | Aston Martin Aramco Cognizant F1 Team | Aston Martin AMR22 | Mercedes V6 turbo hybride M13 E Performance | P     |                     | BAH     | SAU     | AUS     | EMI     | MIA     | ESP     | MON     | AZE     | CAN     | GBR     | AUT     | FRA     | HON     | BEL     | P-B     | ITA     | SIN     | JAP     | USA     | MEX     | SAO     | ABU     |         |         | 55              | 7e         |  |  |  |  |  |
| 2022   | Aston Martin Aramco Cognizant F1 Team | Aston Martin AMR22 | Mercedes V6 turbo hybride M13 E Performance | P     | Sebastian Vettel    | Forf    | Forf    | Abd     | 8e      | 17e*    | 11e     | 10e     | 6e      | 12e     | 9e      | 17e     | 11e     | 10e     | 8e      | 14e     | Abd     | 8e      | 6e      | 8e      | 14e     | 11e     | 10e     |         |         | 55              | 7e         |  |  |  |  |  |
| 2022   | Aston Martin Aramco Cognizant F1 Team | Aston Martin AMR22 | Mercedes V6 turbo hybride M13 E Performance | P     | Lance Stroll        | 12e     | 13e     | 12e     | 10e     | 10e     | 15e     | 14e     | 16e*    | 10e     | 11e     | 13e     | 10e     | 11e     | 11e     | 10e     | Abd     | 6e      | 12e     | Abd     | 15e     | 10e     | 8e      |         |         | 55              | 7e         |  |  |  |  |  |
| 2022   | Aston Martin Aramco Cognizant F1 Team | Aston Martin AMR22 | Mercedes V6 turbo hybride M13 E Performance | P     | Nico Hülkenberg     | 17e     | 12e     |         |         |         |         |         |         |         |         |         |         |         |         |         |         |         |         |         |         |         |         |         |         | 55              | 7e         |  |  |  |  |  |
| 2023   | Aston Martin Aramco Cognizant F1 Team | Aston Martin AMR23 | Mercedes V6 turbo hybride M14 E Performance | P     |                     | BAH     | SAU     | AUS     | AZE     | MIA     | MON     | ESP     | CAN     | AUT     | GBR     | HON     | BEL     | P-B     | ITA     | SIN     | JAP     | QAT     | USA     | MEX     | BRE     | LVE     | ABU     |         |         | 280             | 5e         |  |  |  |  |  |
| 2023   | Aston Martin Aramco Cognizant F1 Team | Aston Martin AMR23 | Mercedes V6 turbo hybride M14 E Performance | P     | Fernando Alonso     | 3e      | 3e      | 3e      | 4e      | 3e      | 2e      | 7e      | 2e      | 5e      | 7e      | 9e      | 5e      | 2e      | 9e      | 15e     | 8e      | 6e      | Abd     | Abd     | 3e      | 9e      | 7e      |         |         | 280             | 5e         |  |  |  |  |  |
| 2023   | Aston Martin Aramco Cognizant F1 Team | Aston Martin AMR23 | Mercedes V6 turbo hybride M14 E Performance | P     | Lance Stroll        | 6e      | Abd     | 4e      | 7e      | 12e     | Abd     | 6e      | 9e      | 9e      | 14e     | 10e     | 9e      | 11e     | 15e     | Forf    | Abd     | 11e     | 7e      | 17e*    | 5e      | 5e      | 10e     |         |         | 280             | 5e         |  |  |  |  |  |
| 2024   | Aston Martin Aramco F1 Team           | Aston Martin AMR24 | Mercedes V6 turbo hybride M15 E Performance | P     |                     | BAH     | SAU     | AUS     | JAP     | CHN     | MIA     | EMI     | MON     | CAN     | ESP     | AUT     | GBR     | HON     | BEL     | P-B     | ITA     | AZE     | SIN     | USA     | MEX     | SAO     | LVE     | QAT     | ABU     | 94              | 5e         |  |  |  |  |  |
| 2024   | Aston Martin Aramco F1 Team           | Aston Martin AMR24 | Mercedes V6 turbo hybride M15 E Performance | P     | Fernando Alonso     | 9e      | 5e      | 8e      | 6e      | 7e      | 9e      | 19e     | 11e     | 6e      | 12e     | 18e     | 8e      | 11e     | 8e      | 10e     | 11e     | 6e      | 8e      | 13e     | Abd     | 14e     | 11e     | 7e      | 9e      | 94              | 5e         |  |  |  |  |  |
| 2024   | Aston Martin Aramco F1 Team           | Aston Martin AMR24 | Mercedes V6 turbo hybride M15 E Performance | P     | Lance Stroll        | 10e     | Abd     | 6e      | 12e     | 15e     | 17e     | 9e      | 14e     | 7e      | 14e     | 13e     | 7e      | 10e     | 11e     | 13e     | 19e     | Abd     | 14e     | 15e     | 11e     | Np      | 15e     | Abd     | 14e     | 94              | 5e         |  |  |  |  |  |
| 2025   | Aston Martin Aramco F1 Team           | Aston Martin AMR25 | Mercedes V6 turbo hybride M16 E Performance | P     |                     | AUS     | CHN     | JAP     | BAH     | ARA     | MIA     | EMI     | MON     | ESP     | CAN     | AUT     | GBR     | BEL     | HON     | P-B     | ITA     | AZE     | SIN     | USA     | MEX     | BRE     | LVE     | QAT     | ABU     | 52              | 6e         |  |  |  |  |  |
| 2025   | Aston Martin Aramco F1 Team           | Aston Martin AMR25 | Mercedes V6 turbo hybride M16 E Performance | P     | Fernando Alonso     | Abd     | Abd+Abd | 11e     | 15e     | 11e     | 15e+3e  | 11e     | Abd     | 9e      | 7e      | 7e      | 9e      | 17e     | 5e      |         |         |         |         |         |         |         |         |         |         | 52              | 6e         |  |  |  |  |  |
| 2025   | Aston Martin Aramco F1 Team           | Aston Martin AMR25 | Mercedes V6 turbo hybride M16 E Performance | P     | Lance Stroll        | 6e      | 9e+9e   | 20e     | 17e     | 16e     | 16e+5e  | 15e     | 15e     | Np.     | 17e     | 14e     | 7e      | 14e     | 7e      |         |         |         |         |         |         |         |         |         |         | 52              | 6e         |  |  |  |  |  |

## Statistiques en championnat du monde de Formule 1
À l'issue du Grand Prix automobile de Hongrie 2025
- 109 Grands Prix
- 7 saisons
- 9 podiums
- 3 meilleurs tours en course
- 558 points inscrits

## Palmarès des pilotes de Aston Martin F1 Team
| Pilotes             | Présence dans l'équipe | Grands Prix disputés | Points inscrits | Meilleur classement en qualification | Meilleur classement en course | Meilleur classement en championnat |
| ------------------- | ---------------------- | -------------------- | --------------- | ------------------------------------ | ----------------------------- | ---------------------------------- |
| Lance Stroll        | 2021-                  | 101                  | 176             | 3e                                   | 4e                            | 10e                                |
| Fernando Alonso     | 2023-                  | 60                   | 302             | 2e                                   | 2e                            | 4e                                 |
| Sebastian Vettel    | 2021-2022              | 42                   | 80              | 5e                                   | 2e                            | 12e                                |
| Roy Salvadori       | 1959-1960              | 5                    | 0               | 12e                                  | 6e                            | N.C                                |
| Carroll Shelby      | 1959                   | 4                    | 0               | 6e                                   | 8e                            | N.C                                |
| Nico Hülkenberg     | 2022                   | 2                    | 0               | 17e                                  | 12e                           | 22e                                |
| Maurice Trintignant | 1960                   | 1                    | 0               | 21e                                  | 11e                           | N.C                                |